# 1835 aux États-Unis
Pour des articles plus généraux, voir Chronologie des États-Unis et 1835.
Chronologie des États-Unis
- 1831
- 1832
- 1833
- 1834
- 1835
- 1836
- 1837
- 1838
- 1839

Cette page concerne des événements d'actualité qui se sont produits durant l'année 1835 du calendrier grégorien aux États-Unis.

## Gouvernement
- Président : Andrew Jackson (démocrate)
- Vice-président : Martin Van Buren (démocrate)
- Secrétaire d'État (équivalent de ministre des Affaires étrangères) : John Forsyth
- Chambre des représentants - président :  John Bell (Whig) jusqu'au 4 mars puis James Polk (Démocrate) à partir du 7 décembre

## Événements
- janvier : Le montant de la dette publique des États-Unis atteint 0 $, pour la seule fois dans son histoire[1].

.

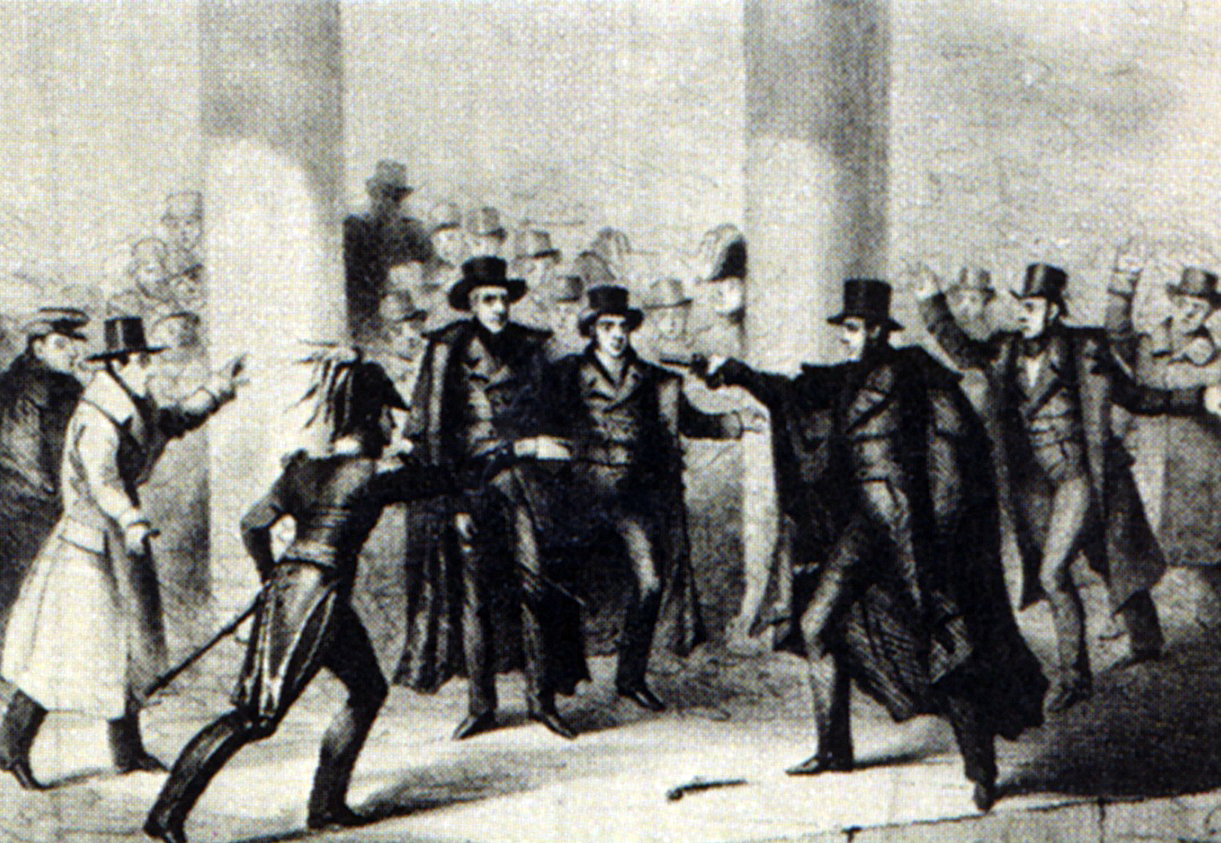
30 janvier : première tentative d'assassinat contre un président des États-Unis

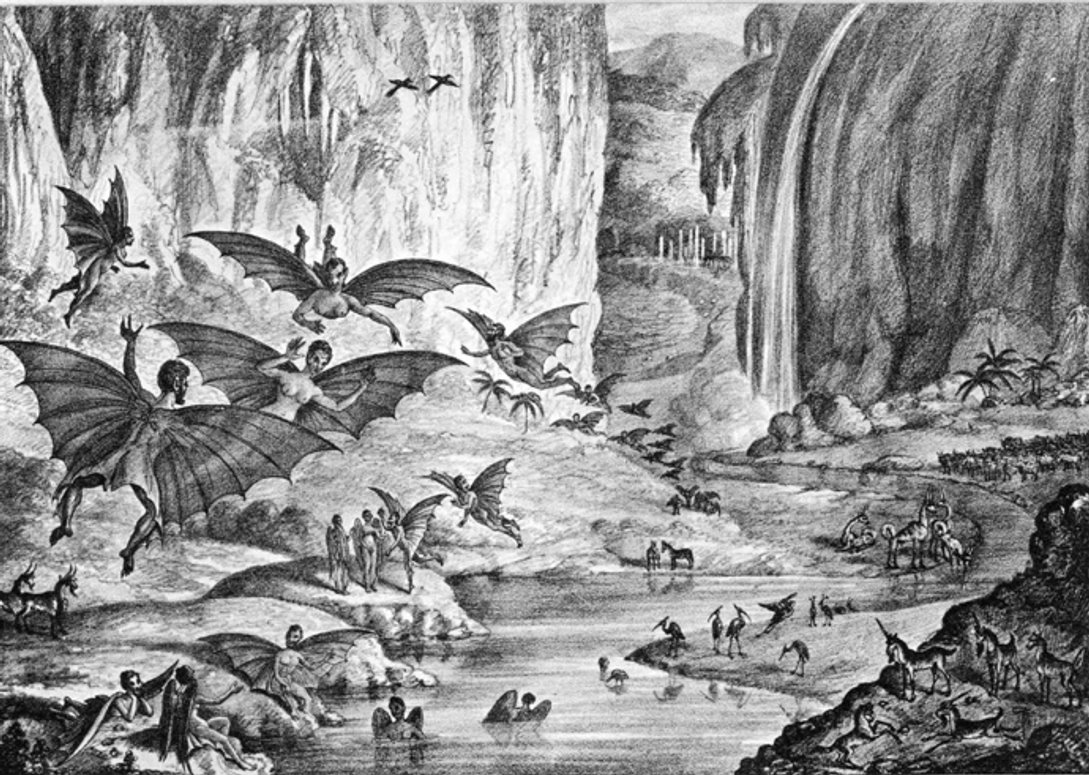
Lithographie parue le 28 août 1835 dans le New York Sun.

- 30 janvier : tentative d’assassinat contre le président des États-Unis Andrew Jackson au Capitole[2].
- Été : émeutes à Baltimore à la suite de la faillite de la banque du Maryland. Des maisons sont détruites par les émeutiers, ce qui provoque l’intervention de la milice, qui fait 20 morts et une centaine de blessés.
- 25 août : Publication d'une série de six articles dans le New York Sun intitulé : Great Moon Hoax qui relatent la supposée découverte de la vie sur la Lune.
- 2 octobre : bataille de Gonzales. La révolution des colons américains contre le pouvoir mexicain commence au Texas[3].

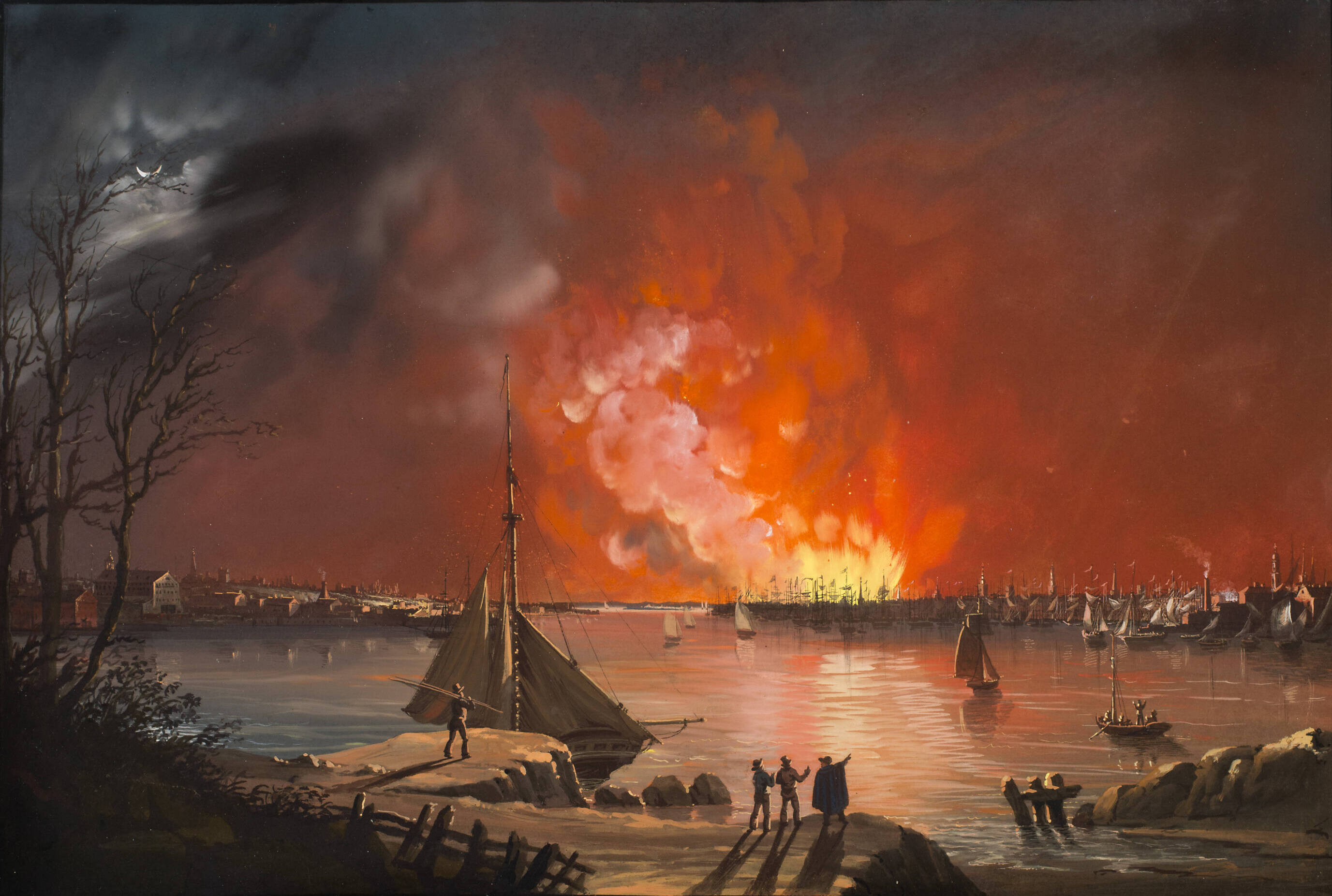
16 décembre : Grand Incendie de New York

- 9 décembre : les Texans prennent Béxar (San Antonio).
- 16 décembre : grand incendie à New York qui ravage la ville[4].
- 28 décembre : début de la seconde guerre séminole. Sous la pression de leur chef Osceola, les Séminoles refusent de quitter leurs territoires de Floride et prennent les armes. Une colonne de 110 soldats conduite par le major Francis Dade est décimée dans une embuscade par 180 Séminoles, ne laissant que trois survivants. Le Congrès vote la guerre, menée par le général Winfield Scott, qui trouve le territoire séminole déserté. Les Séminoles se cachent dans les marais et n’en sortent que pour frapper les troupes isolées. Ils ne seront définitivement battus qu'en 1842.
- 29 décembre : traité de New Echota[5]. En Géorgie, 300 à 500 des 17 000 Cherokees vivant à l'est du Mississippi (la délégation Ridge, menée par les Cherokees John Ridge et Elias Boudinot) signe pour l'ensemble de la nation un traité qui cède aux États-Unis leurs terres pour cinq millions de dollars, en violation des lois Cherokees, et sans un seul élu parmi eux. Le Congrès ratifie ce traité l'année suivante d'une voix, malgré les protestations du chef cherokee John Ross. Les 465 Cherokees signataires partirent pour l'ouest en 1837.
- Cent quarante grèves dans l’est des États-Unis en 1835-1836.
- Dans l’État de New York, vingt-cinq membres du syndicat des ouvriers tailleurs sont déclarés coupable de « conspiration contre la liberté de commerce, d’émeute et de menaces suivie de passage à l’acte ». Vingt-sept mille personnes se rassemblent devant le City Hall de New York pour dénoncer cette décision de justice et élire un comité de correspondance. Ce dernier organise trois mois plus tard une convention réunissant à Utica des délégués élu des manœuvres, des métayers et des ouvriers de l’État. Elle déclare son indépendance vis-à-vis des partis politiques et annonce la naissance du parti de l’Égalité des droits.
- Succès à Philadelphie de la grève générale des travailleurs, qui exigent la journée de dix heures. La Pennsylvanie et d’autres États votent des lois sur la journée de dix heures. Les employeurs conservent cependant le droit de faire signer des contrats à un employé pour qu’il s’engage à travailler plus.
- Dans le New Hampshire, ouverture de Noyes Academy, première école interraciale du pays. Elle est détruite au mois d'août par les opposants à l'intégration des noirs.
- L'écrivain et homme politique français Alexis de Tocqueville publie son ouvrage De la démocratie en Amérique.
- Invention de l'alphabet Morse par Samuel Morse.
- Invention du revolver à barillet par Samuel Colt.

## Naissances
- 25 novembre : Andrew Carnegie, (né à Dunfermline (Écosse) - décédé le 11 août 1919), fut un industriel et philanthrope britannique naturalisé américain.

#### Articles généraux
- Histoire des États-Unis de 1776 à 1865
- Évolution territoriale des États-Unis
- Piste des Larmes
- Seconde guerre séminole

#### Articles sur l'année 1835 aux États-Unis
- Great Moon Hoax
- Noyes Academy
- Révolution texane
- Traité de New Echota